# Quadratosoma rufum
Quadratosoma rufum là một loài ruồi trong họ Tachinidae.